# NGC 6031
NGC 6031 (również OCL 951 lub ESO 178-SC9) – gromada otwarta znajdująca się w gwiazdozbiorze Węgielnicy. Odkrył ją James Dunlop 28 lipca 1826 roku. Jest położona w odległości ok. 5,9 tys. lat świetlnych od Słońca.